# Siedliska (powiat raciborski)
Siedliska (niem. Siedel) – wieś w Polsce położona w województwie śląskim, w powiecie raciborskim, w gminie Kuźnia Raciborska.
W latach 1975–1998 miejscowość należała administracyjnie do województwa katowickiego.
Wieś została prawdopodobnie założona w pierwszej połowie XVII wieku wraz ze wsią Budziska, a jej mieszkańcy trudnili się dostarczaniem drewna służącego do produkcji węgla drzewnego.